# Jubera
|  | Per a altres significats, vegeu «Jubera (Sòria)». |

El Jubera és un riu afluent del riu Leza a la comunitat autònoma de la Rioja (Espanya). També rep el mateix nom la vall a través del qual discorre des del seu naixement a la Tierra de Cameros fins a la seva desembocadura a la Vall de l'Ebre.
El riu neix a les faldes del nord del mont Atalaya (1.518 msnm), la muntanya de major altitud de la Sierra del Camero Viejo, pertanyent a la Serralada Ibèrica. El Jubera discorre entre la Sierra del Camero Viejo a la seva esquerra i la Sierra de la Hez a la seva dreta, desembocant al riu Leza per la seva dreta, al terme municipal de Murillo de Río Leza, molt a prop de la desembocadura d'aquest al riu Ebre.
Localitats a la vall
La seva vall compren diverses localitats, moltes d'elles despoblades. Entre elles hi ha La Monjía, La Santa, Ribalmaguillo, Oliván, Santa Marina, Bucesta, Buzarra, Valtrujal, Dehesillas, San Vicente de Robres, Robres del Castillo, San Martín, Jubera, El Collado, Santa Cecilia, Zenzano, Lagunilla del Jubera, Ventas Blancas, Murillo de Río Leza.

La comarca de Robres del Castillo mont dalt era coneguda antany com Las Alpujarras de Cameros.